# Овочевий провулок (Київ)
Овоче́вий прову́лок — провулок у Шевченківському районі міста Києва, місцевість Нивки. Одна з найкоротших вулиць міста. Пролягає від Естонської вулиці до тупика.

## Історія
Овочевий провулок виник у 1950-х роках під назвою 62-а Нова вулиця. Сучасна назва — з 1955 року.